# Li Mi (dynastie Sui)
Li Mi (chinois : 李密 ; pinyin : lǐ mì, 582-619) était le chef d'un mouvement rebelle qui visait à détrôner la dynastie chinoise Sui. Il était le stratège du général Yang Xuangan, qui mènera une révolte contre l'empereur Yang Jian en 613, révolte qui échouera. En 617, Li Mi mène une révolte contre le même empereur Sui. Cette révolte fut un tel succès au début que de nombreux autres chefs rebelles très importants tels que Dou Jiande (en), Zhou Can et Li Yuan (Li Yuan, futur fondateur de la dynastie Tang, écrivaient des lettres de soutien à Li Mi, preuve qu'ils supportaient le mouvement de Li Mi). En octobre 618, après une lourde défaite, il s’enfuit sur le territoire des Tang pour essayer d'obtenir grâce auprès de l'empereur Gaozu. Il se rebellera contre cette terre d'accueil et tentera de faire revivre sa propre armée. En 619, le général Sheng Yanshi (zh) (盛彥師) l'a capturé puis exécuté.

## Contexte
Li Mi est issu d'une lignée qui faisait partie de la noblesse au cours des dynasties successives Wei Ouest, Zhou du Nord et Sui.  À l'époque de son père Li Kuan (zh) (李寬), qui portait le titre de duc de Pushan créé par les Sui, le clan, bien que n'étant pas originaire de là, vivait à Chang'an, la capitale des Sui.  En raison de la position de son père, Li Mi est devenu un garde du corps de l'empereur Yang de Sui. Grâce à sa position et à ses richesses, Li Mi est devenu très populaire dans le palais de l'empereur Yang de Sui. Cependant l'Empereur Yang était inquiet de la popularité de Li Mi, et a demandé à son conseiller Yuwen Shu (Duc de Xu) de faire partir Li Mi.  Par la suite, Yuwen a persuadé Li Mi de démissionner du corps de la garde impériale, et Li Mi a souvent voyagé non loin de la capitale en lisant le livre des Han. Lorsque le premier ministre Yang Su le Duc de Yue l'a vu, il a été surpris par la rigueur dans l'apprentissage militaire de Li Mi et l'aurait alors invité dans son manoir et aurait parlé avec lui.  Impressionné, il a dit à son fils Yang Xuangan : "L'intelligence et la capacité de Li Mi sont bien au-delà des vôtres." Par la suite, Yang Xuangan et Li Mi sont devenus amis.  Parfois, Yang Xuangan se vantait devant Li Mi et le rabaissait. Li Mi aurait répondu :
"Je vais être honnête et ne pas vous flatter. Sur le champ de bataille, quand deux armées sont en face l'une de l'autre, je ne suis pas aussi bon que toi pour crier et crier pour que l'ennemi soit craintif et soumis. Cependant, pour ce qui est de rassembler les hommes capables de la terre et de les laisser servir correctement dans leur capacité, vous n'êtes pas aussi bon que moi. Pourquoi méprisez-vous les gens compétents simplement en fonction de votre haut rang ?"
Cette remarque a été très bien accueillie par Yang Xuangan.

## Participation à la rébellion de Yang Xuangan
En 613, quand l'empereur Yang attaqua Goguryeo, Yang Xuangan, qui était inquiet depuis qu'il avait entendu des rumeurs sur les offensives de l'empereur Yang avait fait remarquer, "Si Yang de Sui n'est pas mort, son clan aurait été exterminé".  L'empereur Yang avait chargé Yang Xuangan de maintenir les lignes d'approvisionnement à proximité de Luoyang, la capitale de l'Est, Yang Xuangan saisit l'occasion pour saisir l'approvisionnement alimentaire et déclarer une rébellion générale contre l'empereur Yang.  Dans le même temps, il envoya secrètement ses serviteurs à Chang'an pour convoquer Li Mi et son frère Yang Xuanting (玄挺).  Une fois que Li Mi fut arrivé, Yang Xuangan a fait de Li Mi son stratège en chef, et Li Mi lui a donné trois options, dans l'ordre de l'opinion de Li Mi quant à leur faisabilité:

1.  La «haute stratégie» de Li Mi impliquait une attaque surprise contre Jicheng (薊城, Pékin) et Linyu (榆, dans le moderne Qinhuangdao, Hebei), capturant ces endroits clés pour piéger l'Empereur Yang, alors sur le front contre Koguryo.  Li croyait que Koguryo attaquerait alors l'empereur Yang et que les forces de l'empereur Yang s'effondreraient d'elles-mêmes ou se rendraient.

2.  La «stratégie du milieu» de Li consistait à attaquer par surprise Chang'an et à capturer la région environnante de Guanzhong, puis à tenir la région et à préparer la confrontation avec l'empereur Yang.

3.  La «stratégie basse» de Li impliquait une attaque surprise contre Luoyang, la capitale de l'Est, afin de la capturer rapidement.  Cependant, il a averti que Tang Hui (唐褘), qui s'était initialement soumis à Yang Xuangan mais qui s'était réfugié à Luoyang, aurait déjà averti la ville de renforcer ses défenses - et que si Yang Xuangan mettait Luoyang en état de siège et ne pouvait pas le capturer rapidement, il serait bientôt pris au piège par les forces Sui convergentes.
Yang Xuangan, cependant, croyant qu'il avait besoin de capturer Luoyang pour montrer que sa rébellion était sérieuse, a commenté que la «stratégie basse» de Li était en fait une «haute stratégie», et s'est dirigé vers Luoyang.  Cependant, comme Li l'avait prédit, Tang avait prévenu le petit-fils de l'empereur Yang Yang, le prince de Yue, et l'officiel, Fan Zigai (樊子蓋), que l'empereur Yang avait laissé à Luoyang.  Alors que Yang Xuangan et ses compagnons ont remporté quelques victoires, ils n'ont pas pu capturer rapidement Luoyang.  Pendant ce temps, beaucoup de jeunes nobles se joignaient à sa cause.  Après avoir capturé le célèbre Wei Fusi (韋福嗣), il a demandé conseil à Wei en plus des conseils de Li, mais les stratégies présentées par Wei ne soutenaient pas entièrement la rébellion.  Li a demandé que Yang Xuangan tue Wei, mais Yang Xuangan a refusé. Quand Li Zixiong (李子雄) a suggéré que Yang Xuangan prenne le titre impérial, cependant, Li Mi l'a informé que l'acte était déconseillé, et Yang a accepté et ne l'a pas fait.
Bientôt, Wei Wensheng (衛文昇), un officiel de l'empereur  Yang, à la tête de Chang'an, vint à l'aide de Luoyang avec ses troupes et Lai Hu'er (來護兒), un général que l'empereur Yang avait également mis en place afin de garder la ligne d'approvisionnement claire, est également arrivé.  En outre, les forces avancées revenant du front de Koguryo, sous le commandement de Qutu Tong (屈突通) et Yuwen Shu, sont rapidement arrivées, et tandis que Yang Xuangan tentait de les empêcher de traverser le fleuve Jaune, les attaques de Fan empêchaient Yang Xuangan d'être capable de couper Qutu et Yuwen au fleuve Jaune, leur permettant de traverser. Yang Xuangan perdit bientôt des batailles, et sous la suggestion de Li Zixiong et de Li Mi, il décida de déclarer faussement que Yuan Hongsi (元弘嗣), commandant en chef à Honghua (弘化, dans le Qingyang moderne, Gansu), rejoignait sa cause, et qu'il allait rencontrer Yuan.
À l'automne 613, la rébellion de Yang Xuagan, à la suite de la fuite et de la mort de ce dernier, prit fin et la plupart de ses partisans furent capturés, y compris Li Mi.

## Après la mort de Yang Xuangan

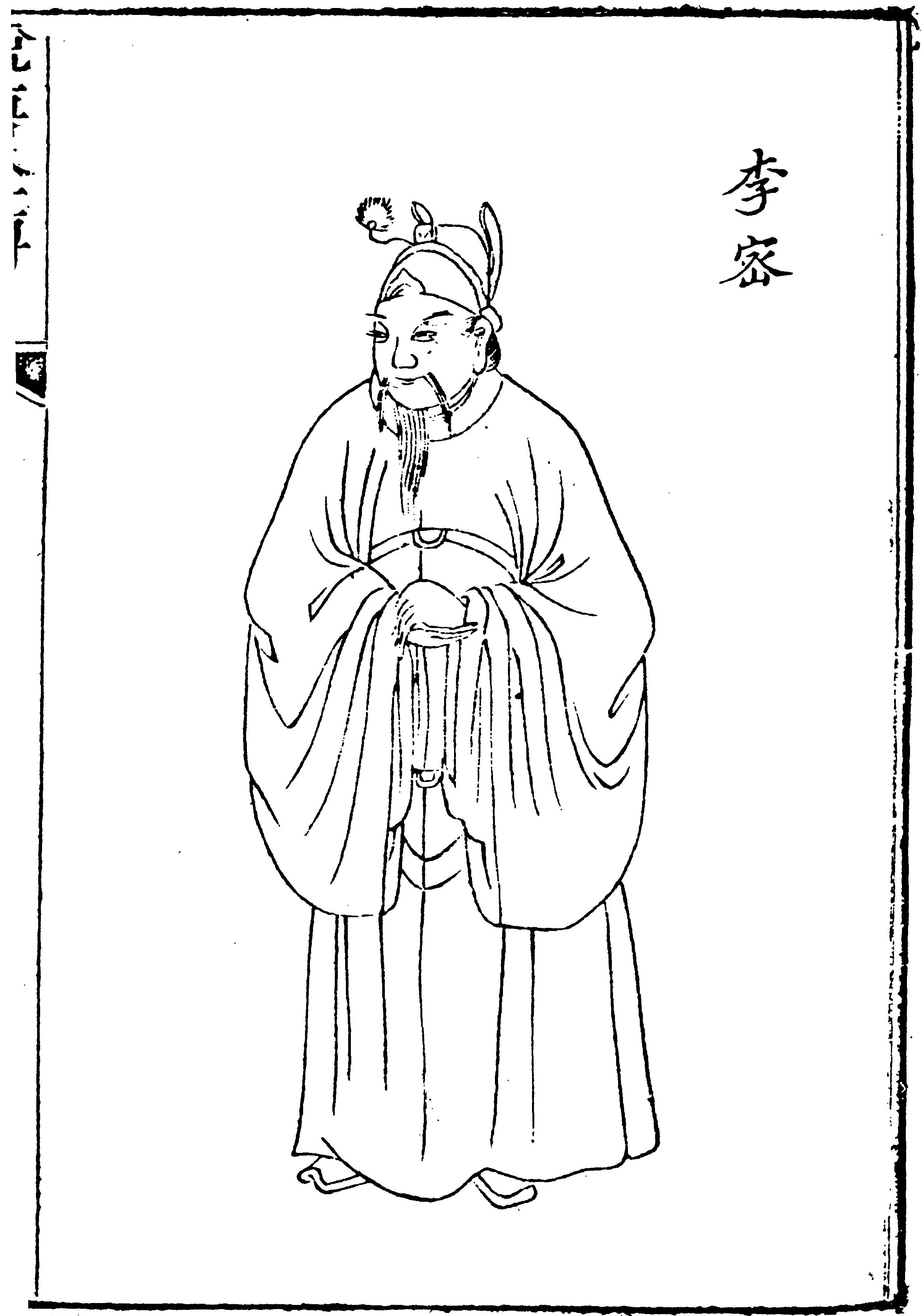
Li Mi

Li Mi a été capturé, ainsi que Wei Fusi, Yang Jishan et Wang Zhongbo (王仲伯) (tous d'anciens partisans de Yang Xuangan). Ils ont été emmenés par Fan Zigai pour être livrés à l'empereur Yang, qui revenait également du front de Koguryo. Sur le chemin, Li Mi et Wang ont discuté de l'évasion. Ils ont commencé à donner de l'argent aux geôliers en disant que c'était des cadeaux et un jour, ils ont dit aux geôliers de boire à leurs santés, ce qu'ils ont fait. Profitant de l'ivresse des geôliers, Li Mi et d'autres s'enfuirent. Li suggéra à Wei de fuir avec eux mais Wei refusa, croyant que l'empereur Yang lui pardonnerait, une décision fatidique, car l'empereur Yang l'exécuta ainsi que Yang Jishan.
Pendant les quelques années qui suivirent, Li Mi voyagea, essayant de trouver un chef rebelle  qui écouterait ses grandes stratégies, mais ses tentatives de persuader Hao Xiaode et Wang Bo de l'écouter furent rejetées.  Li Mi devint pauvre et avait souvent faim. Il finit par prendre le pseudonyme "Liu Zhiyuan" et a commencé à enseigner aux élèves des communautés agricoles de la Commanderie de Huaiyang (淮陽, à peu près Zhoukou, Henan) à lire et écrire.  Pendant cette période, il était si déprimé qu'il a écrit un poème sur ses épreuves.
Un jour que Li Mi lisait le poème, il a fondu en larmes. Les gens ont vu son comportement et l'ont signalé au gouverneur de la commanderie Zhao Tuo (趙佗), qui a envoyé des soldats pour l'arrêter, mais il a pu s'échapper. Il s'est ensuite rendu chez son beau-frère, Qiu Junming (丘君明), qui était alors le magistrat du comté de Yongqiu (雍丘, Kaifeng, Henan). Qiu n'a pas osé le garder, mais l'a référé à Wang Xiucai (王秀才), qui était connu pour sa bravoure. Wang a accepté Li et lui a donné sa fille en mariage. Plus tard, cependant, Qiu Huaiyi (丘懷義), un proche de Qiu Junming, les vendit à l'empereur, et par les ordres de l'Empereur Yang, le général Yang Wang conduisit des soldats pour entourer la maison de Wang Xiucai. Li avait quitté cette maison et s'est donc échappé, mais Qiu Junming et Wang Xiucai ont été exécutés.
Li retenta des visites aux chefs rebelles pour essayer de les persuader de suivre ses stratégies.  La plupart des dirigeants considéraient les stratégies de Li comme trop grandioses, et initialement ils ne le respectaient pas.  Cependant, au fil du temps, certains d'entre eux commencèrent à respecter Li, particulièrement quand ils entendirent des prophéties disant que le prochain empereur s'appellerait Li, certains spéculèrent que Li, qui était de naissance noble et qui avait échappé plusieurs fois à la mort, serait le Li des prophéties.  Il est devenu particulièrement proche du chef rebelle Wang Bodang.

## Défaite et mort
En 618, Li, après une succession de défaites, s'enfuit vers Tang, suivi de 30 000 hommes. L'empereur Gaozu l'accepta sur ses terres et le nomma ministre. Cependant Li en voulait plus et mena une révolte contre l'empereur Gaozu. Le général Shen Yanshi le tua en 619.